# Tmesipteris truncata
Tmesipteris truncata är en kärlväxtart som först beskrevs av Robert Brown, och fick sitt nu gällande namn av Nicaise Auguste Desvaux. Tmesipteris truncata ingår i släktet Tmesipteris och familjen Psilotaceae. Inga underarter finns listade i Catalogue of Life.